# Rio Acari
O Rio Acari é um dos maiores cursos d'água do município do Rio de Janeiro, no estado do Rio de Janeiro, no Brasil. Tem sua nascente na Serra do Gericinó e sua foz no Rio Meriti, o qual separa o município do Rio de Janeiro do de Duque de Caxias. O Acari vem do extremo oeste da cidade e termina na Zona Norte, não é assoreado e apresenta uma vazão d'água muito grande, incluindo alguns pontos com presença de mata ciliar. Foi um dos últimos rios do município do Rio de Janeiro a morrer macrobiologicamente. 
Constatam-se ainda alguns jacarés no Acari, porém os camarões de água doce há muito não existem mais. É navegável, mas, por passar em comunidades de três facções criminosas diferentes, deixou de ser usado como hidrovia. Há vontade popular de que o rio Acari volte a ser limpo, visto que se tornaria uma relevante fonte de renda local, ofertando lazer, pesca e transporte.

## Topônimo
"Acari" é um sinônimo de cascudo, um tipo de peixe.